# Caius Claudius Sabinus Regillensis
Pour les articles homonymes, voir Claudius Sabinus.
Caius Claudius Sabinus Regillensis est un homme politique romain du Ve siècle av. J.-C., consul en 460 av. J.-C.

## Famille
Il appartient à la gens des Claudii qui s'est installée en territoire romain tout à la fin du VIe siècle av. J.-C. Il est le petit-fils d'un Marcus Claudius, le fils d'Appius Claudius Sabinus Inregillensis, consul en 495 av. J.-C. et le frère d'Appius Claudius Sabinus Inregillensis, consul en 471 av. J.-C. Selon certaines sources, notamment les Fastes capitolins, il pourrait porter le cognomen de Crassus comme son frère. Son nom complet serait alors Caius Claudius Ap.f. M.n. Crassus Inregillensis Sabinus.

## Biographie

### Consulat (460)
Il est élu consul en 460 av. J.-C. avec Publius Valerius Publicola pour collègue,,. Contrairement à son père et à son frère, il ne se heurte pas à la plèbe durant son consulat mais poursuit une politique fermement anti-populaire. Toutefois, le calme est revenu après les débats virulents autour de la Lex Terentilia qui prévoit la mise par écrit des droits des consuls, ce qui limiterait l’arbitraire des décisions des consuls qui interprètent à leur gré la loi orale.

#### Révolte d'Appius Herdonius
Mais Rome doit faire face à une nouvelle menace : une armée d'esclaves et d'exilés, avec à leur tête le Sabin Appius Herdonius, s'empare de nuit du Capitole et de la citadelle de Rome, sur la colline de l'Arx,. Les consuls arment en partie seulement le peuple, n'osant pas former une armée trop importante dans Rome même. Mais les tribuns de la plèbe Aulus Verginius (ca) et Marcus Volscius Fictor accusent les patriciens, dont le Sénat romain et les consuls, d'être à l'origine de cette prise du Capitole, pour détourner le peuple de la Lex Terentilia. Ils convainquent le peuple de déposer les armes et d'abandonner leurs postes devant cette menace imaginaire.
Le consul Valerius Publicola, profitant du prestige de son nom auprès du peuple, se présente devant lui et accuse les tribuns de la plèbe de jouer le jeu des ennemis. Il conjure le peuple de délivrer le Capitole, le sanctuaire des dieux, souillé par la présence d'une armée d'esclaves et de bannis. La Lex Terentilia n'est pas votée, mais le peuple ne tente pas non plus de reprendre le Capitole. Les consuls forment une armée et un détachement de Tusculum, qui veut s'attirer la faveur de Rome, son puissant voisin, vient renforcer l'armée consulaire,. Publicola promet au peuple de ne pas s'opposer à l'organisation du vote de la loi si le Capitole est repris.
Caius Claudius Sabinus reçoit par tirage au sort la défense des murs de la ville contre toute attaque extérieure tandis que Publicola donne l'assaut au Capitole. Citoyens romains et alliés latins reprennent de force le Capitole. Publicola meurt durant l'assaut,. Les tribuns de la plèbe pressent le Sénat romain et le consul restant de respecter la promesse faite mais on organise des élections consulaires et Lucius Quinctius Cincinnatus, farouche opposant à la plèbe, est élu comme consul suffect en décembre,.

### Sous les décemvirs (451-449)
Tite-Live fait à nouveau mention de Caius Claudius Sabinus lors du choix des décemvirs du second collège par son neveu Appius Claudius Sabinus, signalant qu'il fait nommer des hommes moins connus et avec moins de prestige et d'honneurs, au lieu de son oncle, ou encore des deux Quinctius, Titus Quinctius Capitolinus Barbatus et Lucius Quinctius Cincinnatus.
Il rejoint l'opposition aux décemvirs, menée par Marcus Horatius Barbatus et Lucius Valerius Potitus. Tout comme ces derniers, il tente de faire abdiquer les décemvirs, mais en faisant appel à la raison de son neveu et non à la force.
Il apparaît à nouveau lors du procès de son neveu, Appius Claudius, après la chute des décemvirs. Selon Tite-Live, bien que Caius Claudius se soit opposé aux crimes et la tyrannie des décemvirs, dont son parent Appius Claudius Sabinus a été le président, il sort de sa retraite de Régille, berceau de sa famille, pour plaider en sa faveur malgré son âge avancé. Il supplie le peuple de ne pas condamner son neveu, qui est malgré tout le fondateur du droit romain par la Loi des Douze Tables. Une condamnation jetterait le discrédit sur toute la gens des Claudii. Appius Claudius se suicide avant que la sentence n'ait pu être prononcée.
Plus tard dans la même année 449 av. J.-C., il fait partie de la majorité qui refuse le triomphe aux consuls victorieux des Sabins, Èques et Volsques, que les comices tributes leur décerneront.

### Création du tribunat consulaire (444)
En 444 av. J.-C., Caius Claudius soutient les patriciens qui veulent combattre le peuple par les armes plutôt que de donner aux plébéiens le droit de se présenter aux élections consulaires. Mais l'avis de Capitolinus et Cincinnatus prévaut et une nouvelle magistrature est créée : le tribunat militaire à pouvoir consulaire.

### Auteurs antiques
- Tite-Live, Histoire romaine, Livre III, 9-19/35-63 et Livre IV, 6 sur le site de l'Université de Louvain
- (en) Denys d'Halicarnasse, Antiquités romaines, Livre X, 1-16 sur le site LacusCurtius

### Auteurs modernes
- (en) T. Robert S. Broughton, The Magistrates of the Roman Republic : Volume I, 509 B.C. - 100 B.C., New York, The American Philological Association, coll. « Philological Monographs, number XV, volume I », 1951, 578 p.
- (en) Gary Forsythe, A Critical History of Early Rome : From Prehistory to the First Punic War, University of California Press, 2006, 400 p.
- (fr) Joël Schmidt, Vie et mort des esclaves dans la Rome Antique, Albin Michel, 2003, 288 p.